# United States Premier Hockey League
United States Premier Hockey League (USPHL) är ett nordamerikanskt idrottsförbund som arrangerar ligor, serier, turneringar och cuper inom juniorishockey för pojkar mellan åtta och 21 år, i huvudsak i östra USA med omnejd. USPHL var sanktionerad av det nationella ishockeyförbundet USA Hockey men det upphörde på begäran från USPHL själva efter att USA Hockey inte godkände USPHL:s högsta division National Collegiate Development Conference (NCDC). USA Hockey sa nej till USPHL:s finansieringsmodell som låter spelarna bara betala uppehälle medan ishockeylagen står för allt utöver det som bland annat skolavgift och utrustning.

## Historik
Den grundades 2012 av ishockeylagen  Boston Jr. Bruins, Islanders Hockey Club, New Jersey Hitmen och South Shore Kings som tillhörde Eastern Junior Hockey League (EJHL). Efter att EJHL:s säsong 2012–2013 var färdigspelad blev ligans utvecklingsligor Empire Junior Hockey League (EmJHL) och EJHL South fusionerade med USPHL som divisioner och fick namnen Empire Division respektive Elite Division. 2015 beslutade USPHL att Empire skulle byta namn till USP3HL, två år senare avvecklades divisionen helt när ishockeyförbundet genomförde en omstrukturering av sina högre ishockeyligor. Den 14 december 2016 meddelade ishockeyförbundet att man skulle starta en ny högsta liga inom USPHL till säsongen 2017–2018 och heta National Collegiate Development Conference (NCDC), syftet med ligan är att förbereda spelare inför spel i college- och universitetsserierna inom National Collegiate Athletic Association (NCAA). Den 14 juni 2018 meddelade USPHL att ishockeyförbundet Eastern Hockey Federation (EHF) skulle fusioneras med dem och vara ett regionalt ishockeyförbund med namnet EHF Selects och underställt USPHL.

## Medlemslag

### Nuvarande
Lista över medlemslag och i vilka ishockeyserier de deltar i för säsongen 2018–2019.

#### USPHL
Ishockeyserierna för spelare som är 14 år eller yngre går under samlingsnamnet High Performance Youth Division.
|                                      | NCDC | Premier | Elite | U18 | U16 | U15 | HPYD |
| ------------------------------------ | ---- | ------- | ----- | --- | --- | --- | ---- |
| Atlanta Kings                        |      |         |       |     |     |     |      |
| Beijing Shougang Eagles              |      |         |       |     |     |     |      |
| Boston Bandits                       |      |         |       |     |     |     |      |
| Boston Jr. Bruins                    |      |         |       |     |     |     |      |
| Carolina Eagles                      |      |         |       |     |     |     |      |
| Charlotte Rush                       |      |         |       |     |     |     |      |
| Chicago Cougars                      |      |         |       |     |     |     |      |
| Connecticut Jr. Rangers              |      |         |       |     |     |     |      |
| Connecticut Nighthawks               |      |         |       |     |     |     |      |
| CP Dynamo                            |      |         |       |     |     |     |      |
| Decatur Blaze                        |      |         |       |     |     |     |      |
| Dells Ducks                          |      |         |       |     |     |     |      |
| Detroit Fighting Irish               |      |         |       |     |     |     |      |
| DME Swamp Rabbits                    |      |         |       |     |     |     |      |
| Florida Eels                         |      |         |       |     |     |     |      |
| Florida Jr. Blades                   |      |         |       |     |     |     |      |
| Hampton Roads Whalers                |      |         |       |     |     |     |      |
| Hartford Jr. Wolfpack                |      |         |       |     |     |     |      |
| Hudson Havoc                         |      |         |       |     |     |     |      |
| Islanders Hockey Club                |      |         |       |     |     |     |      |
| Jersey Hitmen                        |      |         |       |     |     |     |      |
| Jersey Shore Whalers                 |      |         |       |     |     |     |      |
| Kasson Vipers                        |      |         |       |     |     |     |      |
| Lansing Wolves                       |      |         |       |     |     |     |      |
| Maine Moose                          |      |         |       |     |     |     |      |
| Metro Jets                           |      |         |       |     |     |     |      |
| Midwest Blackbirds                   |      |         |       |     |     |     |      |
| Minnesota Blue Ox                    |      |         |       |     |     |     |      |
| Minnesota Moose                      |      |         |       |     |     |     |      |
| Minnesota Mullets                    |      |         |       |     |     |     |      |
| Motor City Hockey Club               |      |         |       |     |     |     |      |
| Newbridge Academy ()                 |      |         |       |     |     |     |      |
| New Hampshire Jr. Monarchs           |      |         |       |     |     |     |      |
| New Jersey Rockets                   |      |         |       |     |     |     |      |
| New York Aviators                    |      |         |       |     |     |     |      |
| Niagara Falls Thunder                |      |         |       |     |     |     |      |
| North Shore Shamrocks                |      |         |       |     |     |     |      |
| Northern Cyclones                    |      |         |       |     |     |     |      |
| Northwood Huskies                    |      |         |       |     |     |     |      |
| P.A.L. Jr. Islanders                 |      |         |       |     |     |     |      |
| Palm Beach Hawks                     |      |         |       |     |     |     |      |
| Palmyra Black Knights                |      |         |       |     |     |     |      |
| Philadelphia Hockey Club             |      |         |       |     |     |     |      |
| Pittsburgh Vengeance                 |      |         |       |     |     |     |      |
| Potomac Patriots                     |      |         |       |     |     |     |      |
| Richmond Generals                    |      |         |       |     |     |     |      |
| Rochester Monarchs                   |      |         |       |     |     |     |      |
| Rum River Mallards                   |      |         |       |     |     |     |      |
| Selects Academy at South Kent School |      |         |       |     |     |     |      |
| Skipjacks Hockey                     |      |         |       |     |     |     |      |
| South Shore Kings                    |      |         |       |     |     |     |      |
| Springfield Pics                     |      |         |       |     |     |     |      |
| Steele County Blades                 |      |         |       |     |     |     |      |
| Syracuse Stars                       |      |         |       |     |     |     |      |
| Tampa Bay Juniors                    |      |         |       |     |     |     |      |
| Toledo Cherokee                      |      |         |       |     |     |     |      |
| Tri-City Ice Hawks                   |      |         |       |     |     |     |      |
| Twin City Thunder                    |      |         |       |     |     |     |      |
| Wisconsin Rapids Riverkings          |      |         |       |     |     |     |      |
| Wooster Oilers                       |      |         |       |     |     |     |      |

#### EHF Selects
Källa: 
|                            | U18 | U16 | U15 |
| -------------------------- | --- | --- | --- |
| Bay State Breakers         |     |     |     |
| Boston Bandits             |     |     |     |
| Boston Bulldogs            |     |     |     |
| Boston Jr. Eagles          |     |     |     |
| Boston Jr. Terrier         |     |     |     |
| Cape Cod Whalers           |     |     |     |
| Central Mass Senators      |     |     |     |
| Eastern Mass Senators      |     |     |     |
| GBL Bruins                 |     |     |     |
| Islanders Hockey Club East |     |     |     |
| Islanders Hockey Club West |     |     |     |
| Little Bruins              |     |     |     |
| Mid Fairfield Jr. Rangers  |     |     |     |
| Minuteman Flames           |     |     |     |
| North Suburban Wings       |     |     |     |
| Northstars Hockey Club     |     |     |     |
| South Shore Kings          |     |     |     |
| Top Gun/NE Fall Prep       |     |     |     |

### Tidigare
| - Adirondack Jr. Wings - Alpena Flyers - Atlanta Junior Knights - Blaine Energy - Brewster Bulldogs - Daytona Racers - Dells Ducks - Eugene Generals - Florida Bulldogs - Forest Lake Lakers - Frederick Freeze - Hudson Crusaders - Illiana Blackbirds - Indiana Attack - Ironwood Fighting Yoopers - Jersey Wildcats | - Kalkaska Rhinos - Lake Erie Bighorns - Lightning Hockey Club - Marquette Royales - Michigan Ice Dogs - Michigan Wild - Minnesota Owls - Motor City Hawks - New York Apple Core - New York Dragons - Okanagan European Eagles - Philadelphia Flyers Junior Hockey Club - Portland Jr. Pirates - Providence Capitals - River Falls Renegades | - Rochester Jr. Americans - Roswell Bulldogs - SCV Magicians - Seattle Ravens - Soo Firehawks - Southern Tier Xpress - Space Coast Jr. Hurricanes - St. Louis Storm - Team Comcast - Traverse City Hounds - Traverse City North Star - Tri-City Outlaws - West Sound Warriors - Wilkes-Barre/Scranton Knights - Wisconsin Muskies |

## Mästare

### USPHL
| Säsong    | Premier               | Elite                 | Empire                | U18                  | U16                           | U16 Futures Division |
| --------- | --------------------- | --------------------- | --------------------- | -------------------- | ----------------------------- | -------------------- |
| 2013–2014 | Boston Jr. Bruins     | Springfield Jr. Pics  | Florida Jr. Blades    | Selects Academy      | Selects Academy               | —                    |
| 2014–2015 | Jersey Hitmen         | Boston Jr. Bruins     | New York Aviators     | Jersey Hitmen        | Wilkes-Barre/Scranton Knights | Carolina Eagles      |
| Säsong    | Premier               | Elite                 | USP3HL                | U18                  | U16                           | U16 Futures Division |
| 2015–2016 | Jersey Hitmen         | Hampton Roads Whalers | Dells Ducks           | Selects Academy      | Selects Academy               | Potomac Patriots     |
| 2016–2017 | Islanders Hockey Club | Charlotte Rush        | Florida Jr. Blades    | P.A.L. Jr. Islanders | Selects Academy               | Jersey Hitmen        |
| Säsong    | NCDC                  | Premier               | Elite                 | U18                  | U16                           | U16 Futures Division |
| 2017–2018 | Islanders Hockey Club | Hampton Roads Whalers | Hampton Roads Whalers | Selects Academy      | Selects Academy               | Jersey Hitmen        |
| Säsong    | NCDC                  | Premier               | Elite                 | U18                  | U16                           | U15                  |
| 2018–2019 | —                     | —                     | —                     | —                    | —                             | —                    |

### EHF Selects
| Säsong    | U18 | U16 | U15 |
| --------- | --- | --- | --- |
| 2018–2019 | —   | —   | —   |

## Spelare
Ett urval av ishockeyspelare som har spelat en del av sina ungdomsår inom USPHL:s ishockeyserier.

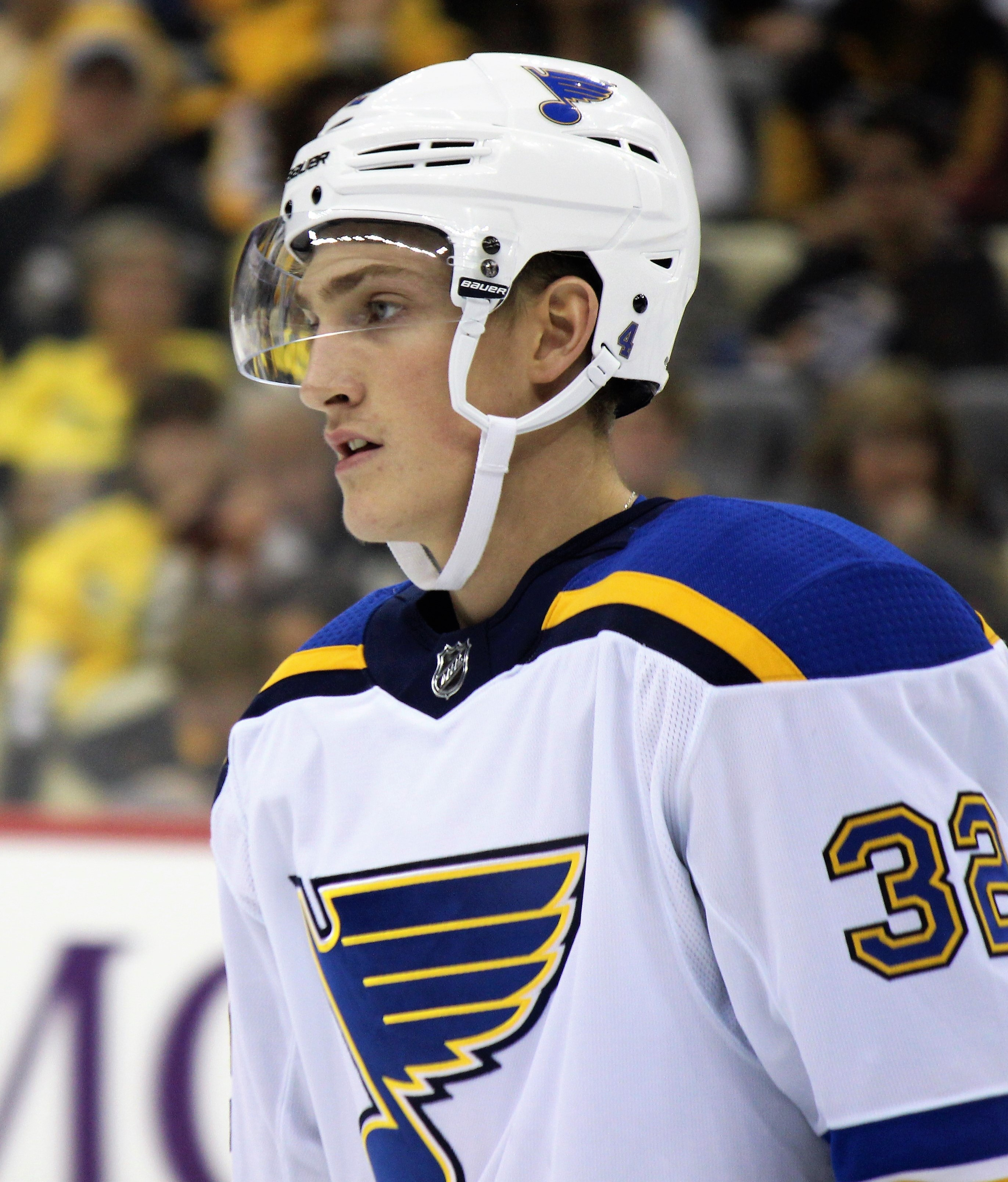
Tage Thompson.

| Målvakter | Backar | Forwards - Ryan Donato - Tage Thompson |